# Valencia

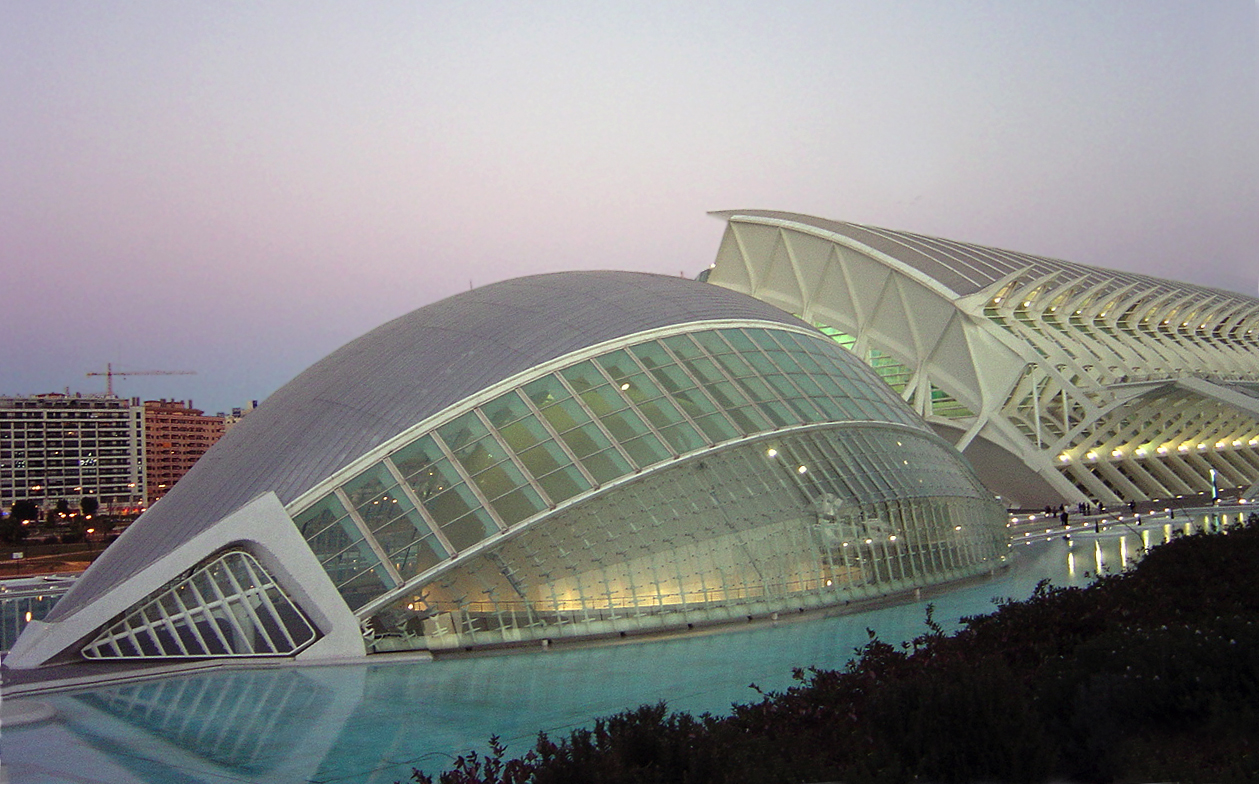
Tác phẩm The Hemispheric tại Ciutat de les Arts i les Ciències của Santiago Calatrava

Valencia (tiếng Tây Ban Nha: Valencia [βa'lenθja]; tiếng Valencia: Valéncia [vaˈlensia]) là thủ phủ của Cộng đồng tự trị Valencia. Đây là thành phố lớn thứ 3 Tây Ban Nha và là một vùng công nghiệp của Costa del Azahar ở Tây Ban Nha. Dân số nội thị Valencia là 796.549 năm 2005, của khu vực đô thị là 1.012.000 năm 2000, dân số vùng đô thị là 1.623.724 người năm 2005. Valencia có khi hậu Địa Trung Hải với mùa hè khô ấm và mùa đông ôn hòa.

## Khí hậu
| Dữ liệu khí hậu của Valencia, Tây Ban Nha (1981–2010) | Dữ liệu khí hậu của Valencia, Tây Ban Nha (1981–2010) | Dữ liệu khí hậu của Valencia, Tây Ban Nha (1981–2010) | Dữ liệu khí hậu của Valencia, Tây Ban Nha (1981–2010) | Dữ liệu khí hậu của Valencia, Tây Ban Nha (1981–2010) | Dữ liệu khí hậu của Valencia, Tây Ban Nha (1981–2010) | Dữ liệu khí hậu của Valencia, Tây Ban Nha (1981–2010) | Dữ liệu khí hậu của Valencia, Tây Ban Nha (1981–2010) | Dữ liệu khí hậu của Valencia, Tây Ban Nha (1981–2010) | Dữ liệu khí hậu của Valencia, Tây Ban Nha (1981–2010) | Dữ liệu khí hậu của Valencia, Tây Ban Nha (1981–2010) | Dữ liệu khí hậu của Valencia, Tây Ban Nha (1981–2010) | Dữ liệu khí hậu của Valencia, Tây Ban Nha (1981–2010) | Dữ liệu khí hậu của Valencia, Tây Ban Nha (1981–2010) |
| Tháng                                                 | 1                                                     | 2                                                     | 3                                                     | 4                                                     | 5                                                     | 6                                                     | 7                                                     | 8                                                     | 9                                                     | 10                                                    | 11                                                    | 12                                                    | Năm                                                   |
| ----------------------------------------------------- | ----------------------------------------------------- | ----------------------------------------------------- | ----------------------------------------------------- | ----------------------------------------------------- | ----------------------------------------------------- | ----------------------------------------------------- | ----------------------------------------------------- | ----------------------------------------------------- | ----------------------------------------------------- | ----------------------------------------------------- | ----------------------------------------------------- | ----------------------------------------------------- | ----------------------------------------------------- |
| Cao kỉ lục °C (°F)                                    | 26.2 (79.2)                                           | 29.0 (84.2)                                           | 33.2 (91.8)                                           | 35.2 (95.4)                                           | 36.2 (97.2)                                           | 38.2 (100.8)                                          | 41.8 (107.2)                                          | 43.0 (109.4)                                          | 38.4 (101.1)                                          | 35.8 (96.4)                                           | 32.0 (89.6)                                           | 25.2 (77.4)                                           | 43.0 (109.4)                                          |
| Trung bình ngày tối đa °C (°F)                        | 16.4 (61.5)                                           | 17.1 (62.8)                                           | 19.3 (66.7)                                           | 20.8 (69.4)                                           | 23.4 (74.1)                                           | 27.1 (80.8)                                           | 29.7 (85.5)                                           | 30.2 (86.4)                                           | 27.9 (82.2)                                           | 24.3 (75.7)                                           | 19.8 (67.6)                                           | 17.0 (62.6)                                           | 22.8 (73.0)                                           |
| Trung bình ngày °C (°F)                               | 11.8 (53.2)                                           | 12.5 (54.5)                                           | 14.4 (57.9)                                           | 16.2 (61.2)                                           | 19.0 (66.2)                                           | 22.9 (73.2)                                           | 25.6 (78.1)                                           | 26.1 (79.0)                                           | 23.5 (74.3)                                           | 19.7 (67.5)                                           | 15.3 (59.5)                                           | 12.6 (54.7)                                           | 18.3 (64.9)                                           |
| Tối thiểu trung bình ngày °C (°F)                     | 7.1 (44.8)                                            | 7.8 (46.0)                                            | 9.6 (49.3)                                            | 11.5 (52.7)                                           | 14.6 (58.3)                                           | 18.6 (65.5)                                           | 21.5 (70.7)                                           | 21.9 (71.4)                                           | 19.1 (66.4)                                           | 15.2 (59.4)                                           | 10.8 (51.4)                                           | 8.1 (46.6)                                            | 13.8 (56.8)                                           |
| Thấp kỉ lục °C (°F)                                   | −6.5 (20.3)                                           | −7.2 (19.0)                                           | −0.4 (31.3)                                           | 1.0 (33.8)                                            | 5.0 (41.0)                                            | 8.5 (47.3)                                            | 11.6 (52.9)                                           | 12.5 (54.5)                                           | 8.0 (46.4)                                            | 4.1 (39.4)                                            | −0.8 (30.6)                                           | −2.8 (27.0)                                           | −7.2 (19.0)                                           |
| Lượng Giáng thủy trung bình mm (inches)               | 37 (1.5)                                              | 36 (1.4)                                              | 33 (1.3)                                              | 38 (1.5)                                              | 39 (1.5)                                              | 22 (0.9)                                              | 8 (0.3)                                               | 20 (0.8)                                              | 70 (2.8)                                              | 77 (3.0)                                              | 47 (1.9)                                              | 48 (1.9)                                              | 475 (18.7)                                            |
| Số ngày giáng thủy trung bình (≥ 1.0 mm)              | 4.4                                                   | 3.9                                                   | 3.6                                                   | 4.8                                                   | 4.3                                                   | 2.6                                                   | 1.1                                                   | 2.4                                                   | 5.0                                                   | 5.0                                                   | 4.3                                                   | 4.8                                                   | 46.3                                                  |
| Độ ẩm tương đối trung bình (%)                        | 64                                                    | 64                                                    | 63                                                    | 62                                                    | 65                                                    | 66                                                    | 67                                                    | 68                                                    | 67                                                    | 67                                                    | 66                                                    | 65                                                    | 65                                                    |
| Số giờ nắng trung bình tháng                          | 171                                                   | 171                                                   | 215                                                   | 234                                                   | 258                                                   | 276                                                   | 314                                                   | 288                                                   | 234                                                   | 202                                                   | 167                                                   | 155                                                   | 2.696                                                 |
| Nguồn: Agencia Estatal de Meteorología                |                                                       |                                                       |                                                       |                                                       |                                                       |                                                       |                                                       |                                                       |                                                       |                                                       |                                                       |                                                       |                                                       |

## Hình ảnh

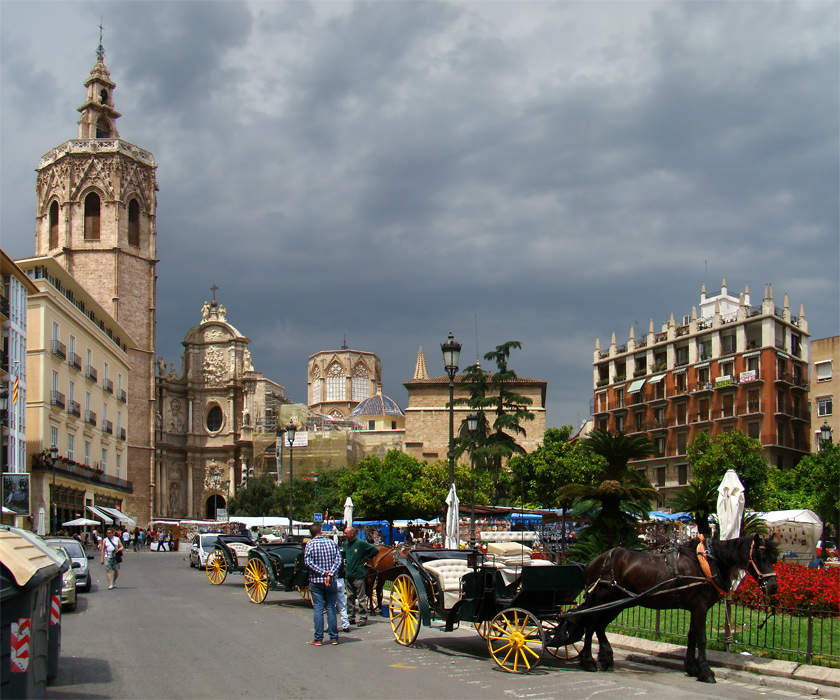
Plaça de la Reina
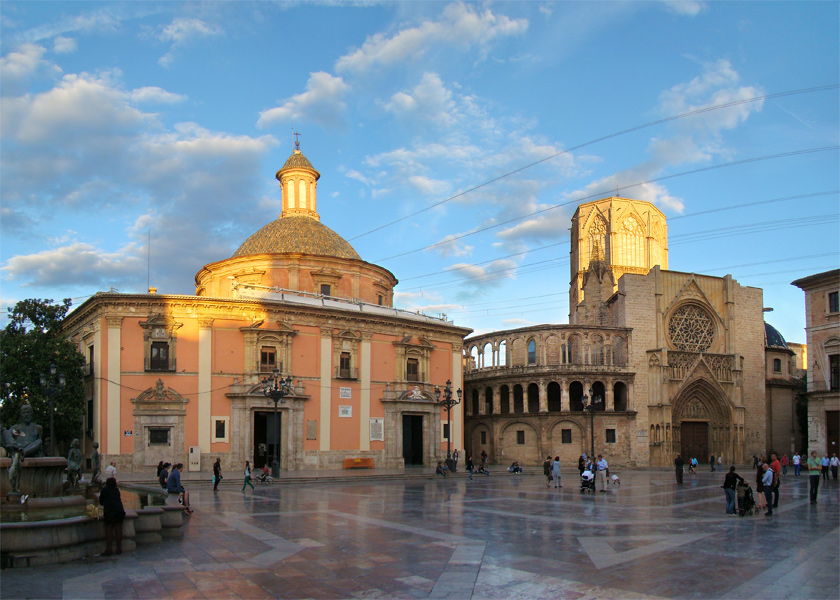
Plaça de la Mare de Déu
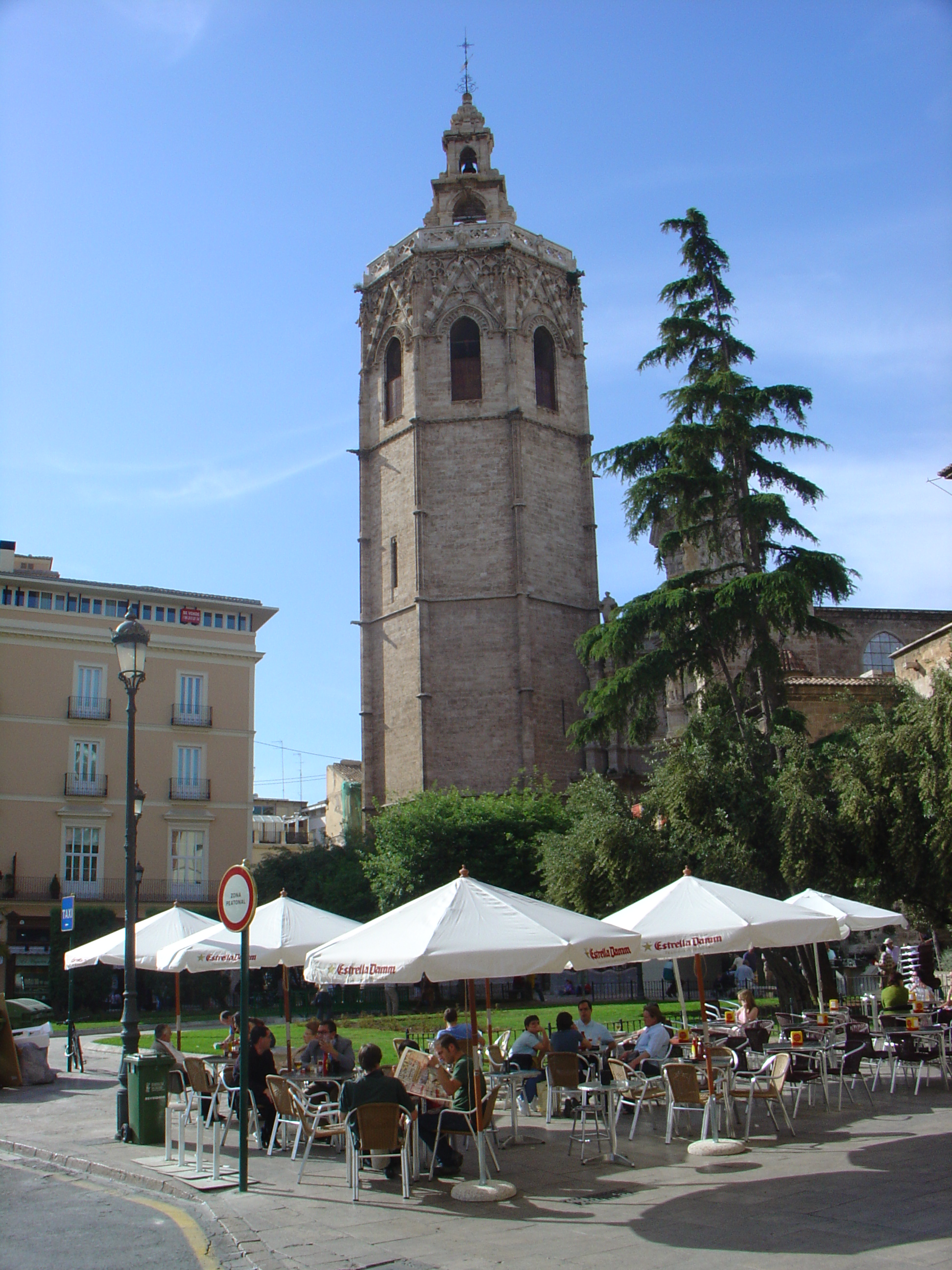
Tháp chuông nhà thờ: El Micalet
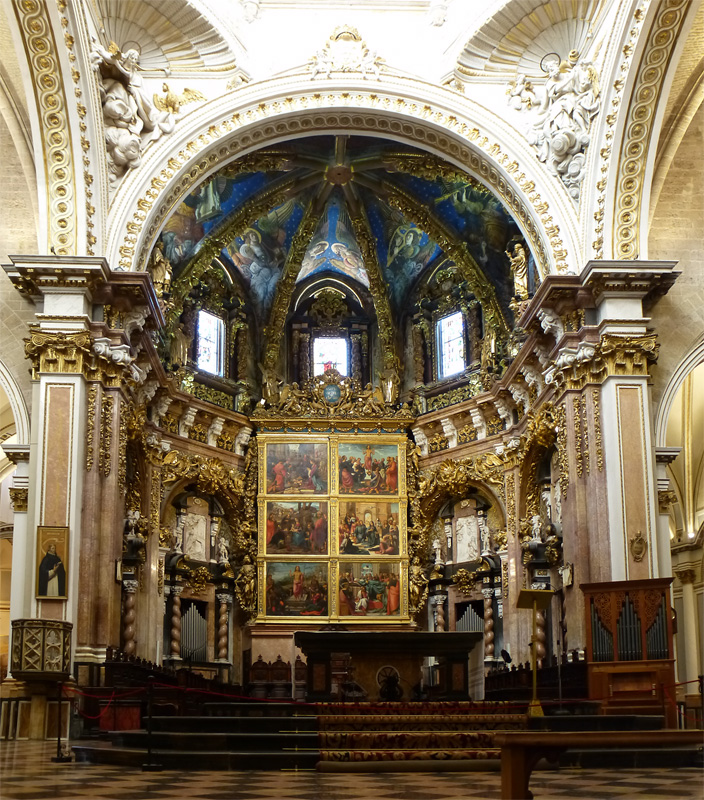
Nhà thờ Valéncia
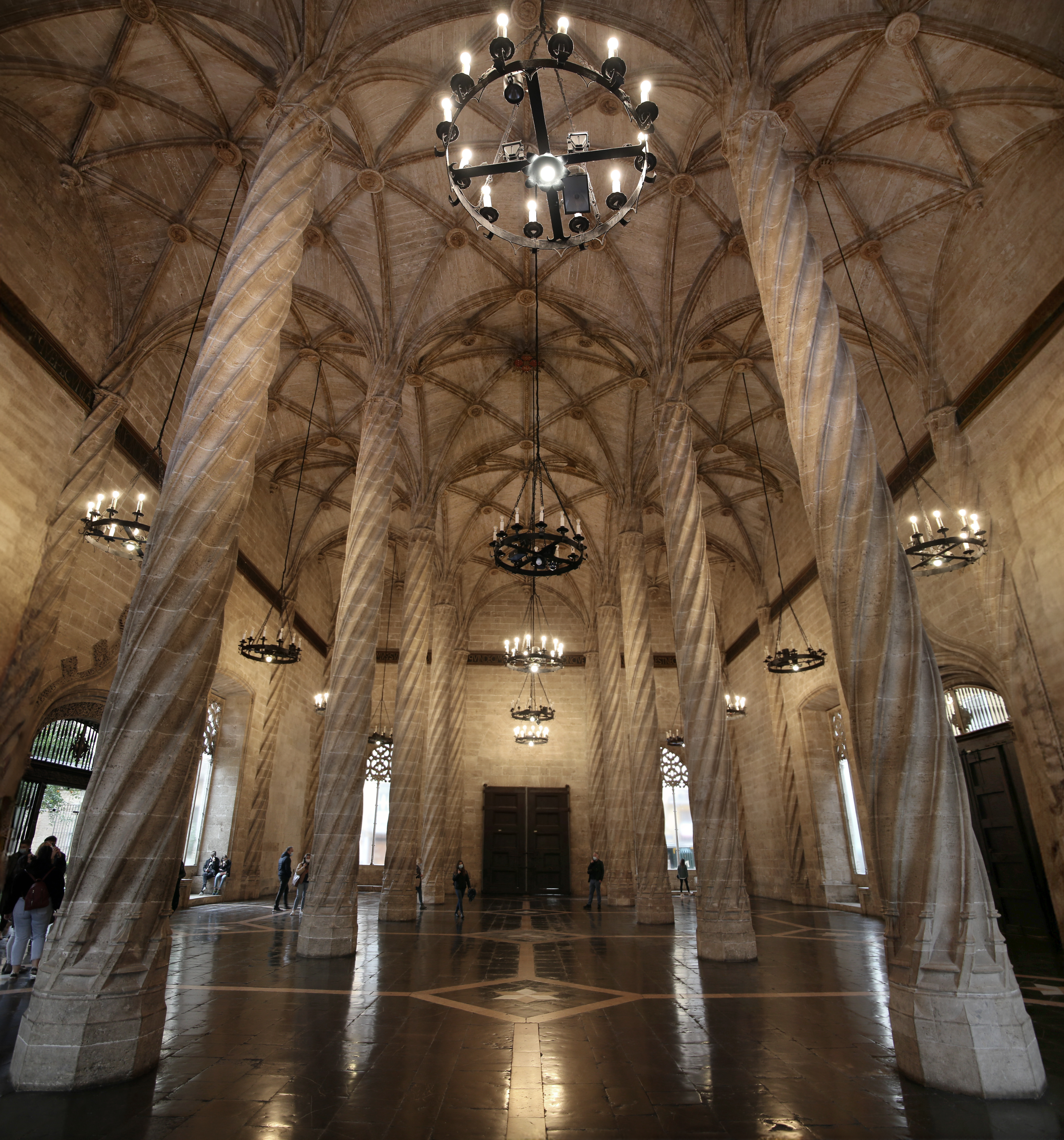
Llotja de la Seda
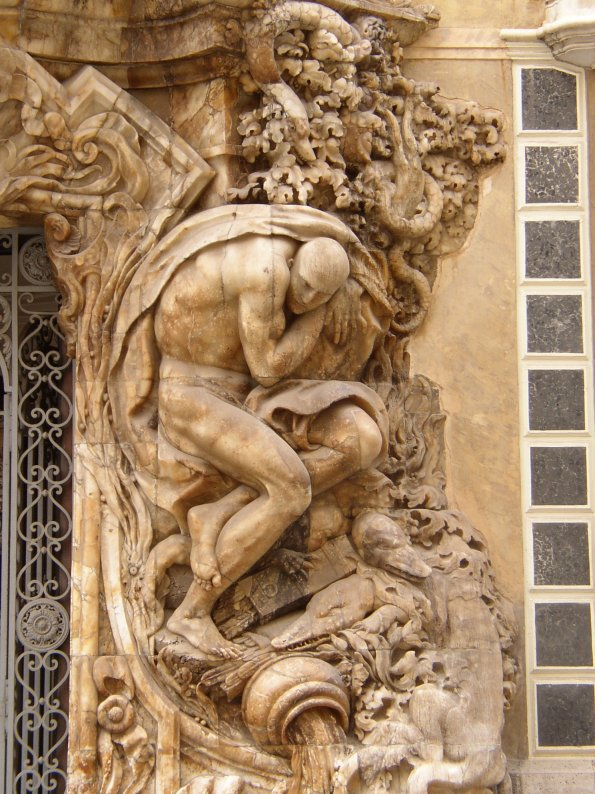
Marqués de Dos Aigües Palace
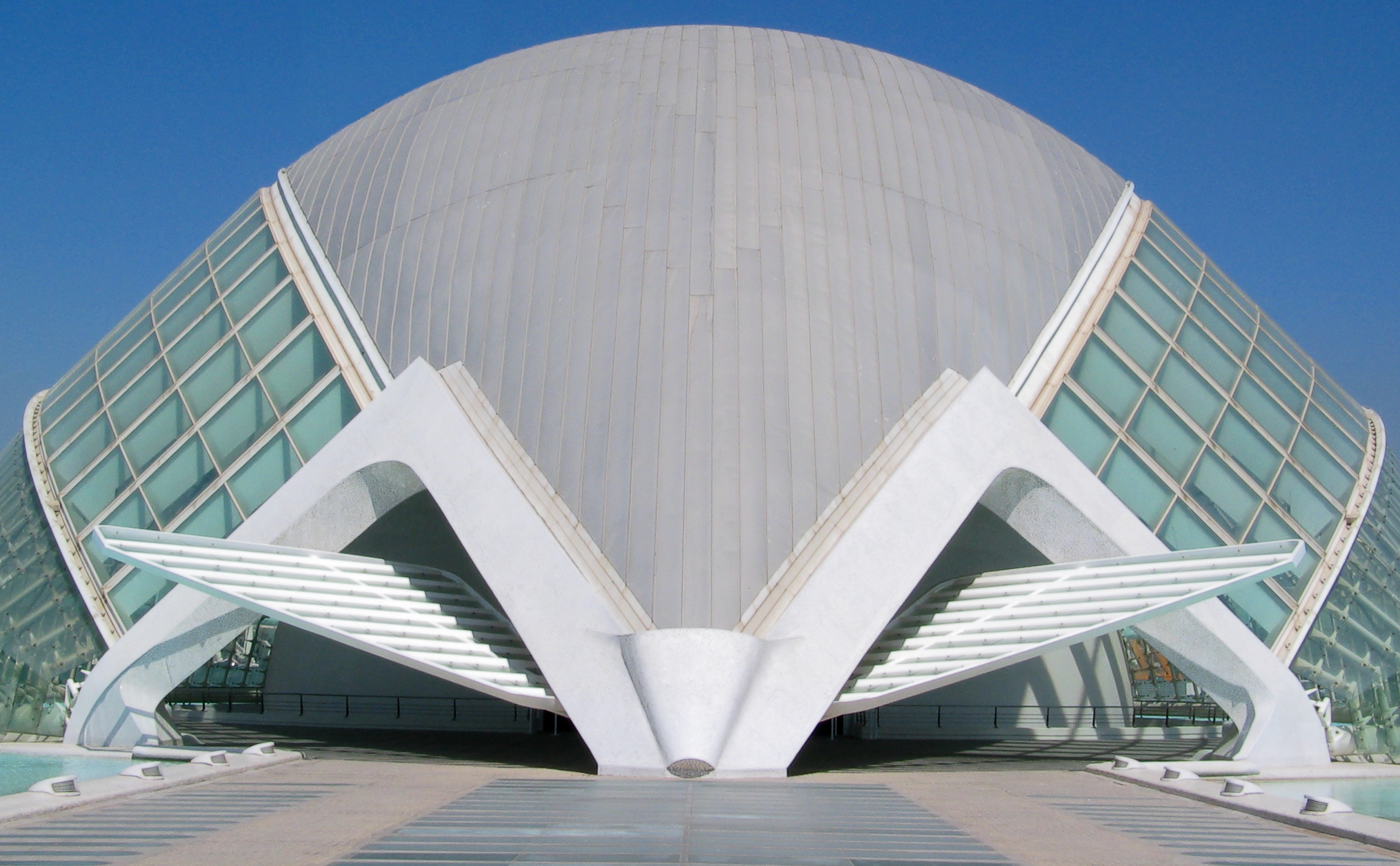
L'Hemisfèric, a 3-D Cinema
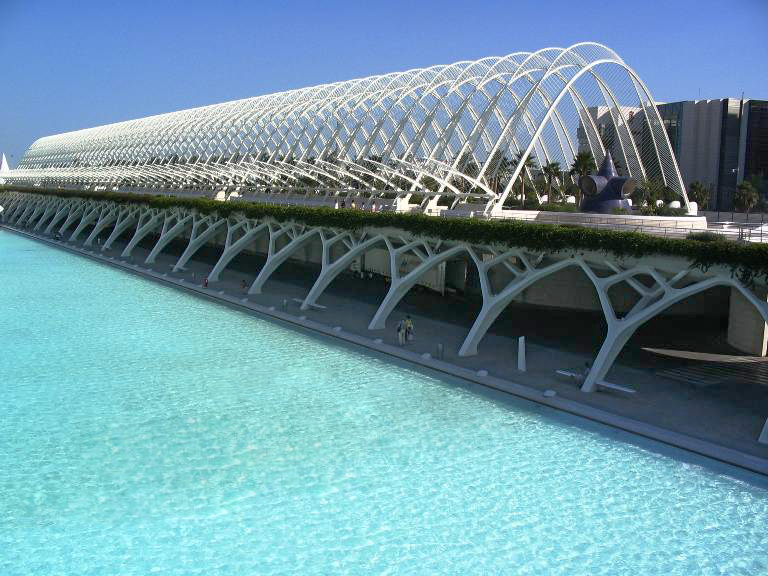
Walkway
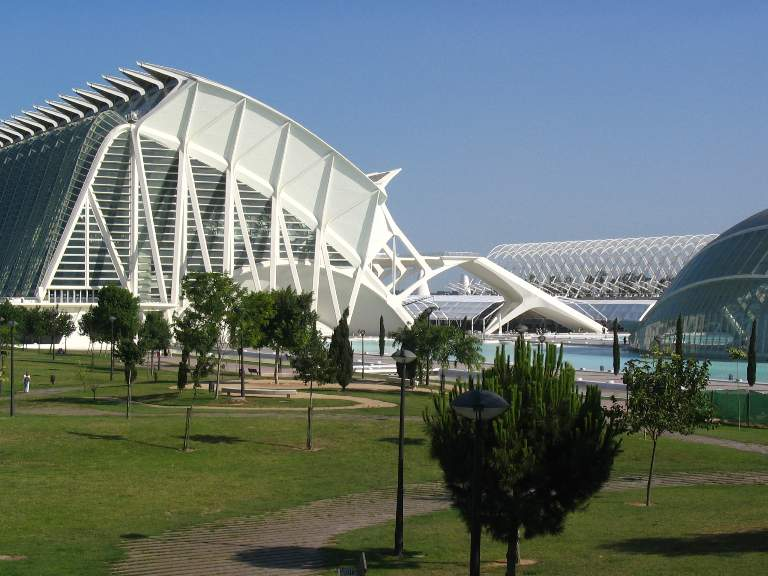
Museum
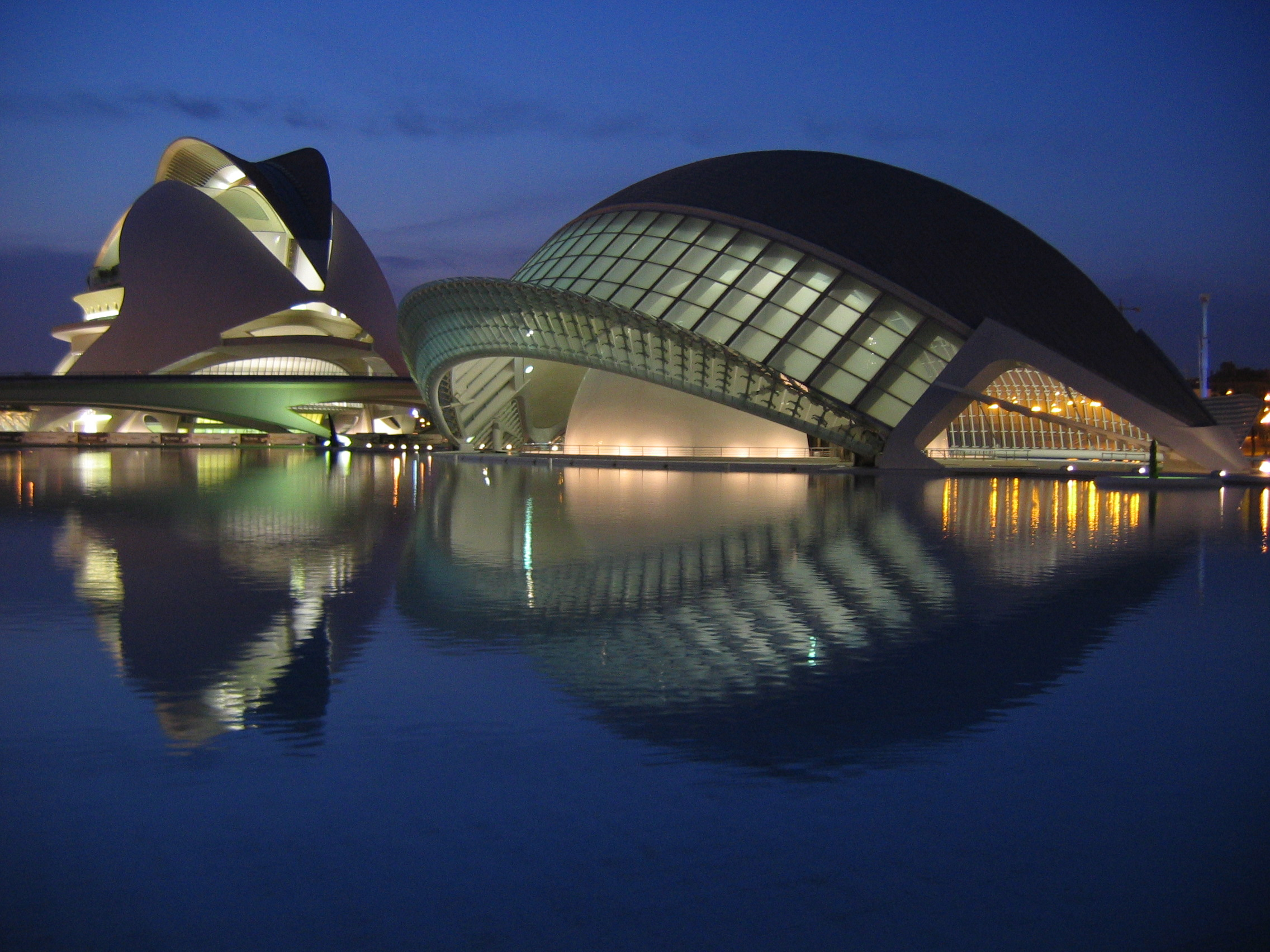
Thành phố Nghệ thuật và Khoa học
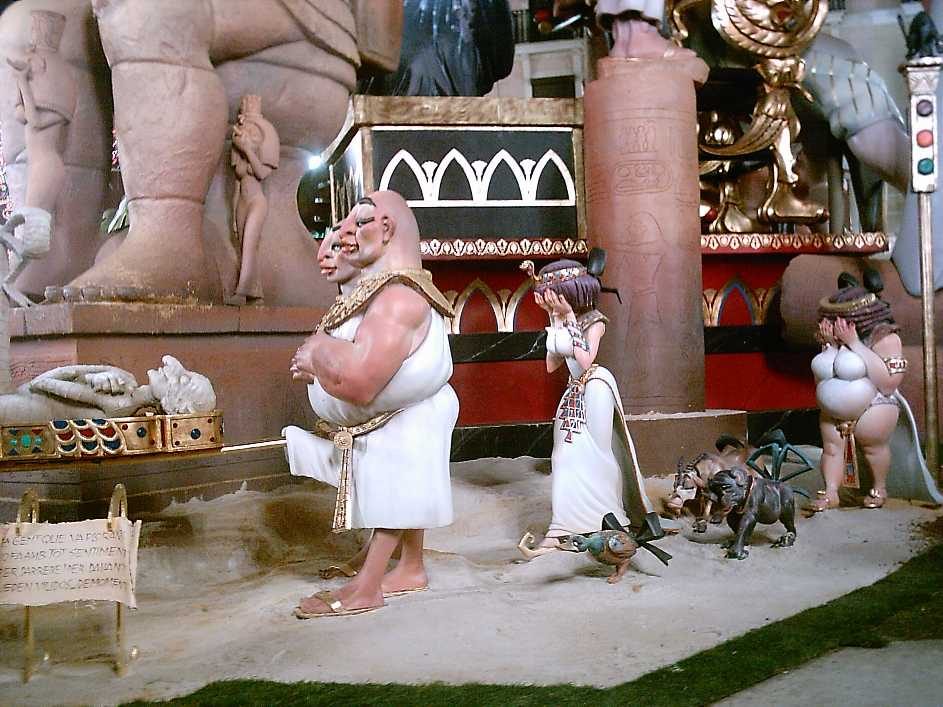
A falla
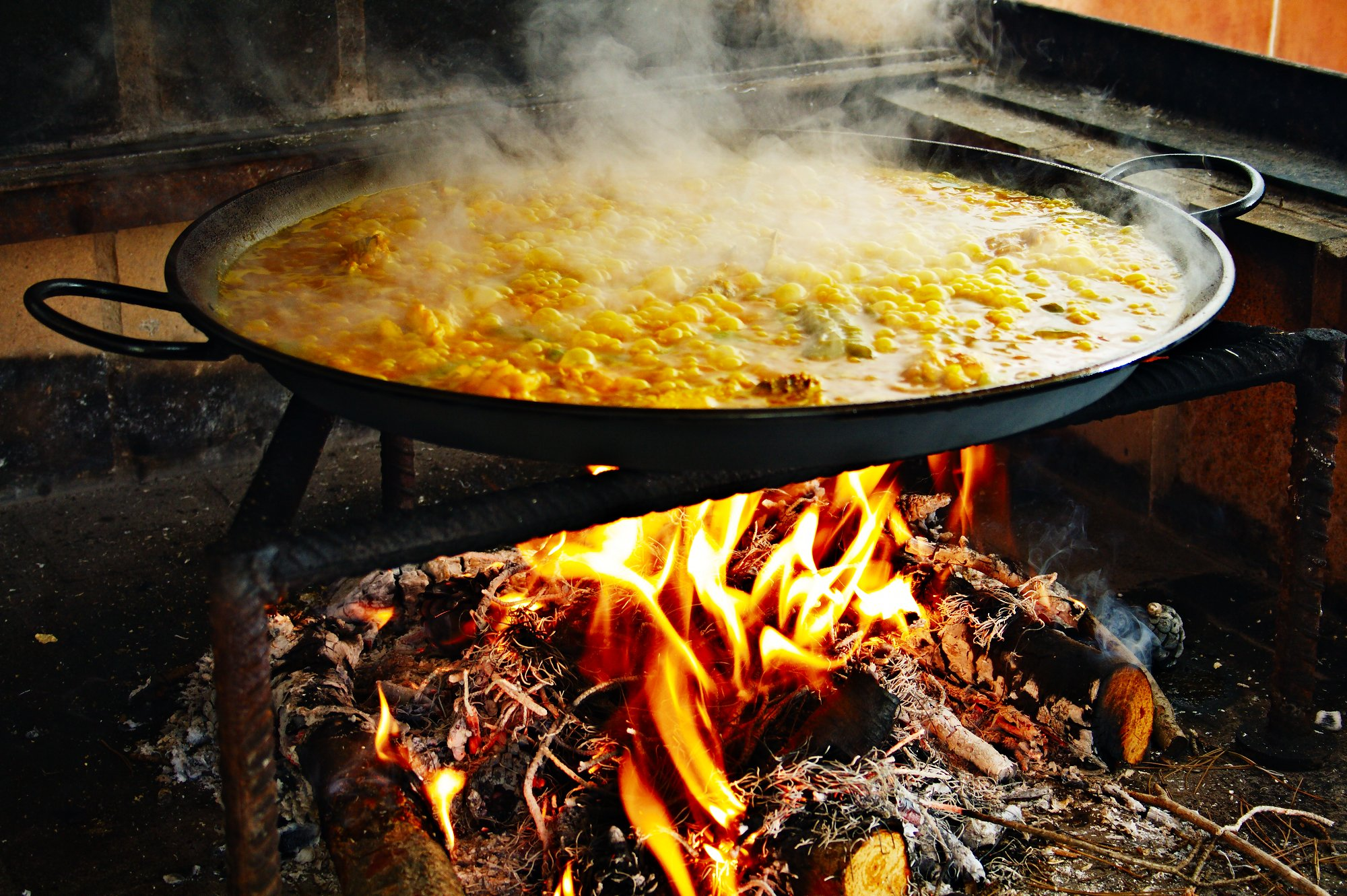
Món paella nấu trên đường phố
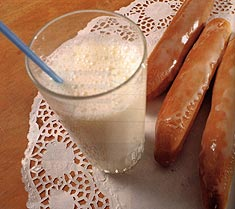
Orxata với các farton